# 4 in het Land
4 in het Land was een nieuwsprogramma van RTL 4 dat alleen binnenlands nieuws bracht en was elke werkdag te zien vanaf 22.30 uur op RTL 4. Een herhaling was later die avond te zien om 00.00 uur op RTL 8. Vanaf 2 januari 1997 was op RTL 5 enkele jaren het programma 5 in het Land om 19.00 uur te zien, dat beschouwd kan worden als de voorloper van 4 in het Land.
Op 29 februari 2008 stopte het programma vanwege tegenvallende kijkcijfers.

## Presentatrices
- Diana Matroos (2005-2008)
- Daphne Lammers (2005-2008)
- Vivian Slingerland (2005-2008)
- Pernille La Lau (2006-2008)
- Kristina Bozilovic (2005-2006)
- Pascale Luyks (2007)

## Voice-overs
- Jan Ad Adolfsen
- Arjen van Lith
- Martijn Richters